# جيسيكا بورز
جيسيكا بورز (بالألمانية: Jessica Boehrs)‏ من مواليد 5 مارس 1980 هي مغنية وممثلة ألمانية. بدأت مسيرتها في الغناء عام 1996 في الفرقة جيس فانيس ، وأنتجت غناءًا لمجموعة موسيقية نوفاسبيس كما ظهرت في فيلم رحلة أوربية. و لعبت في البرنامج التلفزيوني الألماني قلعة أينشتاين.

## وصلات خارجية
- جيسيكا بورز على موقع IMDb (الإنجليزية)
- جيسيكا بورز على موقع ألو سيني (الفرنسية)
- جيسيكا بورز على موقع ميوزك برينز (الإنجليزية)
- جيسيكا بورز على موقع قاعدة بيانات الأفلام السويدية (السويدية)
- جيسيكا بورز على موقع ديسكوغز (الإنجليزية)
- جيسيكا بورز على موقع قاعدة بيانات الفيلم (الإنجليزية)
- جيسيكا بورز على موقع كينوبويسك (الروسية)